# Стар (Айдахо)
Стар (англ. Star) — город в округе Ада, штат Айдахо, США. По оценкам на 2008 год население составляло 5 065 человек Стар является частью агломерации Бойсе.

## История
Первые поселенцы на территории Стара появились в 1863 году. Тогда же начала создаваться ирригационная система. В 1869 году была возведена одна из ныне старейших христианских церквей штата Айдахо. Изначально поселение находилось в одной миле (1,6 км) от современного расположения города. В 1870 году была построена первая школа. Поселенцы не могли придумать имя зданию школы. Тогда один из жителей прибил к передней двери школы звезду (англ. star, [stɑː]). Эта звезда стала важным указателем для путников и старателей. От школы со звездой им нужно было пройти ещё одну милю на запад, чтобы выйти к поселению. Так, со временем, поселение стало известно как Стар. В 1905 году Стар официально получил статус города. В начале XX века его население составляло более 500 человек, что делало его вторым по величине после Бойсе поселением штата.

## География и климат
Стар расположен на северо-западе округа Ада. Высота центральной части города составляет 753 м. Площадь города составляет 2,2 км².
| Показатель                                                                                   | Янв. | Фев. | Март | Апр. | Май  | Июнь | Июль | Авг. | Сен. | Окт. | Нояб. | Дек. | Год   |
| -------------------------------------------------------------------------------------------- | ---- | ---- | ---- | ---- | ---- | ---- | ---- | ---- | ---- | ---- | ----- | ---- | ----- |
| Абсолютный максимум, °C                                                                      | 16   | 21   | 27   | 34   | 38   | 39   | 43   | 42   | 38   | 34   | 23    | 18   | 43    |
| Средний суточный максимум, °C                                                                | 3    | 7    | 13   | 18   | 23   | 28   | 33   | 32   | 26   | 19   | 9     | 4    | 17,9  |
| Средняя температура, °C                                                                      | −2   | 2    | 6    | 10   | 14   | 19   | 23   | 22   | 17   | 11   | 4     | −1   | 10,4  |
| Средний суточный минимум, °C                                                                 | −6   | −3   | −1   | 2    | 7    | 11   | 13   | 12   | 7    | 2    | −2    | −6   | 3     |
| Абсолютный минимум, °C                                                                       | −29  | −29  | −11  | −7   | −3   | 1    | 3    | 2    | −2   | −9   | −19   | −32  | −32   |
| Норма осадков, мм                                                                            | 34,8 | 29,0 | 34,3 | 28,4 | 31,0 | 16,0 | 8,1  | 6,1  | 14,7 | 18,3 | 32,5  | 35,6 | 288,8 |
| Источник: http://www.weather.com/outlook/travel/businesstraveler/wxclimatology/monthly/83669 |      |      |      |      |      |      |      |      |      |      |       |      |       |

## Население
Согласно оценочным данным за 2008 год, население Стара составляло 5 065 человек Плотность населения равна 2302,27 чел./км². Средний возраст населения — 28 лет. Половой состав населения: 49,2 % — мужчины, 50,8 % — женщины. В 2000 году насчитывалось 631  домашних хозяйств и 485 семейств. Расовый состав населения по состоянию на 2000 год:
- белые — 92,9 %;
- афроамериканцы — 0,3 %;
- индейцы — 0,9 %;
- азиаты — 0,2 %;
- океанийцы — 0,1 %;
- прочие расы — 0,9 %;
- две и более расы — 4,7 %.